# Mănești (okręg Ardżesz)
Mănești – wieś w Rumunii, w okręgu Ardżesz, w gminie Cuca. W 2011 roku liczyła 49 mieszkańców.